# 2015 balesetei
Ez a lap 2015 jelentősebb, súlyosabb, több embert érintő vagy nagyobb sajtóvisszhangot kapott baleseteit, tömegkatasztrófáit sorolja fel.

## Január
- Szilveszter–újév napjának éjszakája
  - Magyarország: Több mint 2000 riasztást kapott az Országos Mentőszolgálat ezen az éjszakán, ebből 21 esetben petárdabalesethez hívták őket.[1] Két esetben tűzijátékok ujjleszakadásos baleseteket idéztek elő.[2] A mentők továbbá gázolásokhoz, verekedésekhez és rengeteg túlzottan ittas személyhez kaptak riasztást.[3] A tűzijátékok ezen kívül országosan 20 helyen okoztak tüzet.[4] Négy ember közúti balesetben halt meg szilveszter éjjel.[5]
  - Kína – Sanghajban 35 embert agyontapostak egy szilveszteri utcabálon, ahol a tömeg közé szórt pénzjegynek látszó ingyen-belépőjegyek okoztak pánikot.[6]
- január 2. – USA: Lezuhant egy Piper PA–34 típusú repülőgép Marshall megyében, Kentuckyban. A balesetben négyen meghaltak, csak egy 7 éves gyerek élte túl a zuhanást.[7]
- január 3.
  - Kína: Tűz ütött ki Hejlungcsiang tartomány székhelyén, Harbinban egy többemeletes lakóházban lévő raktárban. A tűzben 5 tűzoltó meghalt és több mint 10 megsebesült.[8]
  - Skócia – Felborult egy cementszállító hajó Skócia északi partjainál. A 8 fős legénység 7 tagja eltűnt.[9]
  - Vietnám – Elsüllyedt egy Malajziából Kínába tartó norvég teherhajó, 19 fős személyzetével, amiből csak a szakács élte túl a balesetet.[10]
- január 4. – Új-Zéland: 3 hegymászó eltűnt a Mount Cook hegy mászása közben. December 29-én látták őket utoljára, a mentőalakulatok január 4-én hagytak fel a keresésükkel.[11]
- január 5. – Kenya: Egy 8 emeletes ház összedőlt Nairobiban, legalább 2 ember halálát okozva. Mivel egy hónapon belül már ez volt a második házösszeomlás, Kenya elnöke, Uhuru Kenyatta minden Nairobiban álló ház megvizsgálását rendelte el.[12]

## Február
- február 4. – Kína: A TransAsia Airways légitársaság repülőgépe a Keelung-folyóba zuhant, a balesetben az 58 utasból és személyzetből 25-en életüket vesztették.[13]

## Augusztus
- augusztus 17. – Magyarország: A Sziget Fesztiválon a vihar miatt egy leszakadt faág ráesett egy sátorra amibe Fynn Henkel 18 éves német színész volt, aki az életét vesztette.[14]

## Október
- október 30. – Románia: Egy bukaresti szórakozóhelyen több mint 30-an életüket vesztették, amikor az ott tartott koncerten pirotechnikai elemek lángra lobbantották a helyiséget.[15]